# Alpensia Jumping Park
L'Alpensia Jumping Park (Centre de saut à ski d'Alpensia) est un ensemble de tremplins de saut à ski situé à Pyeongchang, en Corée du Sud.

## Jeux olympiques d'hiver de 2018
La cérémonie d'ouverture des Jeux olympiques d'hiver de 2018 y fut un temps prévue, mais ce site n'accueillit que les compétitions de saut à ski, de combiné nordique et de snowboard de ces Jeux d'hiver.
En effet, pour la première fois, le site a accueilli au programme olympique l'épreuve de Big Air en snowboard.

### Capacité
Lors de son ouverture, ce site pouvait accueillir 26 000 spectateurs. Sa capacité a été étendue à 60 000 pour les Jeux.
La raquette d'arrivée des tremplins principaux est aussi utilisée comme stade de football pendant les périodes non hivernales.